# Пам'ятник Тарасові Шевченку (Орськ)
Пам'ятник Тарасові Шевченку — пам'ятник, споруджений на честь Тараса Шевченка, відкритий 17 серпня 1959 року на однойменній площі в місті Орську в пам'ять про перебування українського поета в Орській фортеці.
Пам'ятник є об'єктом культурної спадщини Російської Федерації з охоронним номером № 5610027000.

## Історія
У нинішній час в місті не збереглося жодного будинку, в якому б жив або бував великий Кобзар, але Орськ зберігає пам'ять про великого сина українського народу.
Пам'ятник українському поету споруджено в центральній частині міста на площі імені Т. Г. Шевченка. Автори пам'ятника — скульптор Л. Писаревський і архітектор М. Габелко.
Урочисте відкриття відбулося 17 серпня 1959 при величезному скупченні городян і за участю делегації з України. Монумент був відлитий з бронзи на Митищинському заводі та встановлений в пам'ять про перебування поета й художника Тараса Григоровича Шевченка в Орську з 22 червня 1847 по 11 травня 1848 року в якості рядового 3-й роти 5-го лінійного батальйону, куди він був відправлений відбувати покарання за участь в діяльності Кирило-Мефодіївського братства.
Ім'я Тараса Шевченка присвоєно Орському педагогічному інституту та одній з бібліотек, крім цього в місті є вулиця Шевченка.

## Опис
Постамент облицьований гранітними плитами. Висота скульптури — 5 метрів, висота постаменту — 4 метри. Пам'ятник являє собою скульптуру сидячого Тараса Шевченка в накинутій на одне плече шинелі. На постаменті викарбувано текст: «Т. Г. Шевченко. 1814—1861».